# Saint-Christophe-des-Bois
Saint-Christophe-des-Bois es una comuna francesa situada en el departamento de Ille y Vilaine, en la región de Bretaña.

## Demografía
| 469 | 473 | 430 | 420 | 467 | 475 | 563 |
| Para los censos de 1962 a 1999 la población legal corresponde a la población sin duplicidades (Fuente: INSEE [Consultar]) |     |     |     |     |     |     |